# Mein Leben mit 300 kg
Mein Leben mit 300 kg (Originaltitel: My 600-lb Life) ist eine US-amerikanische Reality-TV-Sendung von Leslie Appleyard, Amy Yerrington und Dawn Cooper Johnson, die seit 2012 gedreht wird und beim US-Sender TLC läuft.

## Handlung
In jeder Episode begleitet ein Kamerateam über längere Zeiträume stark adipöse Menschen, denen eine Teilhabe am gewöhnlichen Alltag nicht mehr möglich ist. Dazu werden zu Beginn ihre Einschränkungen im täglichen Leben dargestellt. In Analepsen wird gezeigt, warum die Nahrungsaufnahme in ihrem Leben eine zentrale Rolle darstellt. Eine beträchtliche Anzahl von Patienten gibt dabei an, eine schwierige Kindheit und/oder sexuellen Missbrauch erfahren zu haben, so dass Nahrung für sie als „Trost“ fungiert.
Alle Patienten suchen schließlich Hilfe bei Younan Nowzaradan (oft verkürzt „Dr. Now“ genannt), der als Chirurg in Houston (Texas) arbeitet. Er verordnet in der Regel zunächst eine strenge tägliche 1200-kcal-Diät mit wenig Kohlenhydraten (Low-Carb), wenig Fett (Low-Fat) und vielen Proteinen, bevor er Maßnahmen der Adipositaschirurgie, z. B. Magenbypässe, ergreift. Zusätzlich verordnet er je nach Einzelfall Physiotherapie zur Erhöhung der Beweglichkeit sowie Psychotherapie zur Behandlung der Essstörungsursachen.
Von den weit über 100 Protagonisten der Sendung sind 12 verstorben, einige während der Dreharbeiten, manche danach, manche durch Suizid.
Laut einer Einblendung schaffen es trotz des chirurgischen Eingriffes weniger als fünf Prozent aller Patienten, ihr Gewicht dauerhaft zu halten. Die Erfolge werden in einer erweiterten Fassung mit dem Titel Mein Leben mit 300 kg – Das Wiedersehen gezeigt.

## Juristische Auseinandersetzungen
Im Zuge der Sendung kam es zu mehreren Auseinandersetzungen, in deren Folge die Produktionsfirma Megalomedia verklagt wurde. So beklagen u. a. drei ehemalige Teilnehmerinnen und Teilnehmer der Show gemeinsam vor Gericht, dass es in der Sendung nicht vornehmlich um deren Gesundheit ging, vielmehr habe sich ihr Zustand verschlechtert. Weiterhin wären die anfallenden Arzt- und Krankenhauskosten nicht wie vereinbart übernommen worden. Ziel ist es, laut Aussage eines der Anwälte, dass die Show aufgrund verschiedener Vorkommnisse sofort beendet wird. U.a. wären für die oft auch unter Depressionen leidenden Patienten keine entsprechend geschulten Betreuer während der Produktion verfügbar. In einer weiteren Klage machen die Hinterbliebenen von James "LB" Bonner, einem ehemaligen Teilnehmer, der Suizid beging, die Produktion für dessen Tod mitverantwortlich.
Am 14. April 2022 wurden alle bekannten Klagen vom 13. Berufungsgericht von Texas abgewiesen.